# کورادو آسنتسا
کورادو آسنتسا (ایتالیایی: Corrado Assenza) سرآشپز و کارآفرین اهل ایتالیا است. او که دانش‌آموختهٔ دانشگاه بولونیا است، مالک و سرآشپز «کافه سیسیلیا» است که در حال حاضر به عنوان «سانتا سانکتوروم» (مکان مقدس مخفی) هنر قنادی باستانی سیسیل شناخته می‌شود. آسِنتسا در قسمت دوم سریال ۴ قسمتی نتفلیکس شفز تیبل: شیرینی‌پزی در سال ۲۰۱۸ حضور داشت. او در رشتهٔ حشره‌شناسی در دانشگاه بولونیا تحصیل کرده و در زنبورداری تخصص دارد.